# ناحیه ریهی‌مکی
ناحیه ریهی‌مَکی زیرمجموعه ای ازتاواستیای اصلی و یکی از ناحیه‌ها در فنلاند از سال ۲۰۰۹ است.

## شهرداری‌ها
| نشان ملی           | شهرداری            |
| ------------------ | ------------------ |
| Hausjärven vaakuna | هاوس‌یروی (شهرداری) |
| Lopen vaakuna      | لپپی (شهرداری)     |
| Riihimäen vaakuna  | ریهی‌مکی (شهر)      |